# القرش مانتالو
القرش مانتالو مسلسل رسوم متحركة أمريكي من إنتاج شركة حنا وباربيرا عرض لأول مره 11 سبتمبر 1976 واستمر عرضه حتى 3 سبتمبر 1978 . تمت دبلجة المسلسل للغة العربية.

## روابط خارجية
- Jabberjaw according to Wingnut
- Jabberjaw at Don Markstein's Toonopedia. Archived form the original on August 26, 2015.
- Cartoon Network: Dept. of Cartoons: Jabberjaw – cached copy from Internet Archives
- القرش مانتالو على موقع IMDb (الإنجليزية)
- القرش مانتالو على موقع كينوبويسك (الروسية)
- القرش مانتالو على موقع ألو سيني (الفرنسية)
- القرش مانتالو على موقع قاعدة بيانات الفيلم (الإنجليزية)
- Jabberjaw at قاعدة بيانات الرسوم المتحركة الكبيرة
- http://kastet.over-blog.net/article-32446304.html